# 170
170（百七十、ひゃくしちじゅう、ひゃくななじゅう）は、自然数、また整数において、169の次で171の前の数である。

## 性質
- 170は合成数であり、約数は 1, 2, 5, 10, 17, 34, 85 と 170 である。
  - 約数の和は 324。
    - 約数の和が平方数になる10番目の数である。1つ前は119、次は210。
    - 約数関数から導き出される数列 {\displaystyle a_{n}=\sigma (a_{n-1})} はその初期値によって異なる数列になる。異なる数列になる18番目の初期値(最小の値)を表す数である。1つ前は163、次は189。(ただし1を除く)(オンライン整数列大辞典の数列 A257348)
- 1/170 = 0.00197628458498023715415… (下線部は循環節で長さは16)
  - 逆数が循環小数になる数で循環節が16になる9番目の数である。1つ前は153、次は187。
- 14番目の楔数である。1つ前は165、次は174である。
- 正三十六角形の内角は170°である。
  - 正 n 角形において内角が度数法で整数になる14番目の角度である。1つ前は168°、次は171°。(オンライン整数列大辞典の数列 A110546)
- オイラーのトーティエント関数では、互いに素な個数が170個である自然数は存在しない（→ノントーシェント）。偶数の1つ前は158、次は174。
- 正170角形は定規とコンパスのみで作図できる30番目の正多角形である。1つ前は正160角形、次は正192角形。(オンライン整数列大辞典の数列 A003401)
- 1702 + 1 = 28901 であり、n2 + 1 の形で素数を生む31番目の数である。1つ前は160、次は176。
- 各位の和が8になる17番目の数である。1つ前は161、次は206。
- 170 = 12 + 132 = 72 + 112
  - 異なる2つの平方数の和で表せる51番目の数である。1つ前は169、次は173。(オンライン整数列大辞典の数列 A004431)
  - 2つの平方数の和2通りで表せる7番目の数である。1つ前は145、次は185。
  - 170 = 132 + 1
    - n = 2 のときの 13n + 1 の値とみたとき1つ前は14、次は2198。(オンライン整数列大辞典の数列 A141012)
    - n = 13 のときの n2 + 1 の値とみたとき1つ前は145、次は197。(オンライン整数列大辞典の数列 A002522)
- 170 = 12 + 52 + 122 = 52 + 82 + 92
  - 3つの平方数の和2通りで表せる40番目の数である。1つ前は165、次は177。(オンライン整数列大辞典の数列 A025322)
  - 異なる3つの平方数の和2通りで表せる24番目の数である。1つ前は166、次は179。(オンライン整数列大辞典の数列 A025340)
  - 170 = 52 + 82 + 92
    - n = 2 のときの 5n + 8n + 9n の値とみたとき1つ前は22、次は1366。(オンライン整数列大辞典の数列 A074576)

## その他 170 に関連すること
- 第170代ローマ教皇は、アレクサンデル3世（在位：1159年9月7日～1181年8月30日）。
- ISO 3166-1（JIS X 0304 国名コード）の170は、コロンビア。
- 170形の鉄道車両
  - 国鉄170形蒸気機関車
  - 国鉄ケ170形蒸気機関車
  - 国鉄シキ170形貨車
  - 札幌市交通局170形電車
  - 富山地方鉄道クハ170形電車
- エンブラエル 170は、ブラジルのエンブラエル社製の旅客機。
- RD-170は、ロシアのロケットエンジン。
- TM-170装甲兵員輸送車は、ドイツのティッセン＝ヘンシェル（現 ラインメタル・ランドシステムズ）社製の装甲兵員輸送車。
- さわかぜ (JDS Sawakaze, DDG-170) は、海上自衛隊の護衛艦。
- カーク (USS Kalk, DD-170) は、アメリカ海軍の駆逐艦。
- ブース (USS Booth, DE-170) は、アメリカ海軍の護衛駆逐艦。
- カシャロット (USS Cachalot, SC-4/SS-170) は、アメリカ海軍の潜水艦。
- RQ-170 センチネルは、アメリカ空軍の無人航空機。
- 170 × 10−2 = 1.70 は {\displaystyle {\sqrt[{3}]{5}}} の数字列である。(オンライン整数列大辞典の数列 A005481)